# Athlétisme aux Jeux africains de 1965
Navigation
1973
Les épreuves d'athlétisme des premiers Jeux africains ont eu lieu en juillet 1965 à Brazzaville, en république du Congo. 

## Résultats

### Hommes
| Épreuve              | Or                                                                         | Argent                                                                     | Bronze                                                                          |
| -------------------- | -------------------------------------------------------------------------- | -------------------------------------------------------------------------- | ------------------------------------------------------------------------------- |
| 100 mètres           | Gaoussou Koné 10 s 3                                                       | John Owiti 10 s 5                                                          | Folu Erinle 10 s 6                                                              |
| 200 mètres           | Gaoussou Koné 21 s 1                                                       | David Ejoke 21 s 4                                                         | Jean-Louis Ravelomanantsoa 21 s 7                                               |
| 400 mètres           | Wilson Kiprugut 46 s 9                                                     | James Addy 47 s 4                                                          | Amadou Gakou 47 s 7                                                             |
| 800 mètres           | Wilson Kiprugut 1:47 s 4                                                   | Papa Mambaye N'Diaye 1:48 s 6                                              | Peter Francis 1:49 s 1                                                          |
| 1 500 mètres         | Kip Keino 3:41 s 1                                                         | Charles Maina 3:47 s 8                                                     | Ahmed Issa 3:47 s 8 (NR)                                                        |
| 5 000 mètres         | Kip Keino 13:44 s 4                                                        | Nabiba Naftali Temu 13:58 s 4                                              | Mamo Wolde 14:18 s 6                                                            |
| 3 000 mètres steeple | Benjamin Kogo 8:47 s 4                                                     | Naftali Chirchir 8:54 s 2                                                  | Eddy Okadapau 9:05 s 8                                                          |
| 110 mètres haies     | Folu Erinle 14 s 6                                                         | Edward Akika 14 s 6                                                        | Simbara Maki 14 s 7                                                             |
| 400 mètres haies     | Kimaru Songok 51 s 7                                                       | Mamadou Sarr 51 s 9                                                        | Samuel Sang 52 s 5                                                              |
| Saut en hauteur      | Samuel Igun 2,07 m                                                         | Henri Elendé 2,03 m                                                        | Ahmed Senoussi 1,99 m                                                           |
| Saut à la perche     | Brou Elloé 4,15 m                                                          | Mohamed Alaa Ghita 4,05 m                                                  | Bernard Gnéplou 4,05 m                                                          |
| Saut à la perche     | Brou Elloé 4,15 m                                                          | Mohamed Alaa Ghita 4,05 m                                                  | Jean-Prosper Tsondzabéka 4,05 m                                                 |
| Saut en longueur     | Edward Akika 7,49 m                                                        | Ezzedin Yacoub Hamed 7,49 m                                                | Mansour Dia 7,29 m                                                              |
| Triple saut          | Samuel Igun 16,27 m                                                        | Mansour Dia 15,93 m                                                        | Laurent Sarr 15,38 m                                                            |
| Lancer du poids      | Denis Ségui Kragbé 16,32 m                                                 | Hassan Mahrous 14,87 m                                                     | Yovan Ochola 14,84 m                                                            |
| Lancer du disque     | Namakoro Niaré 51,20 m                                                     | Denis Ségui Kragbé 50,84 m                                                 | Patrick Anukwa 45,16 m                                                          |
| Lancer du javelot    | Anthony Oyakhire 71,52 m                                                   | Cheruon Kiptalam 70,46 m                                                   | Elie Yanyambal 68,54 m                                                          |
| 4 × 100 mètres       | Sénégal Abdoulaye N'Diaye Bassirou Doumbia Malick Diop Malang Mané 40 s 5  | Nigeria Sydney Assidou Folu Erinle David Ejoke Lawrence Okoroafor 40 s 8   | Ghana James Addy Michael Ahey Stanley Allotey Bonner Mends 40 s 9               |
| 4 × 400 mètres       | Sénégal Amadou Gakou Mambaye Ndiaye Daniel Thiaw Mamadou Sarr 3 min 11 s 5 | Kenya Peter Francis Wilson Kiprugut Kimaru Songok Samuel Sang 3 min 12 s 2 | Ghana John Asare-Antwi Samuel Bugri Ebenezer Quartey William Quaye 3 min 12 s 2 |

### Femmes
| Épreuve           | Or                                                                           | Argent                                                         | Bronze                                                                        |
| ----------------- | ---------------------------------------------------------------------------- | -------------------------------------------------------------- | ----------------------------------------------------------------------------- |
| 100 mètres        | Olajumoke Bodunrin 12 s 4                                                    | Regina Okafor 12 s 5                                           | Rose Hart 12 s 5                                                              |
| 80 mètres haies   | Rose Hart 11 s 7                                                             | Diana Monks 11 s 8                                             | Mopelope Obayemi 11 s 9                                                       |
| Saut en hauteur   | Amelia Okoli 1,62 m                                                          | Habibah Atta 1,59 m                                            | Regina Awori 1,56 m                                                           |
| Saut en longueur  | Alice Annum 5,63 m                                                           | Angelina Osuagwu 5,34 m                                        | Theresa Nakisuyi 5,22 m                                                       |
| Lancer du javelot | Helen Okwara 40,30 m                                                         | Theresia Dismas 40,24 m                                        | Angelina Anyikwa 39,48 m                                                      |
| 4 × 100 mètres    | Nigeria Olajumoke Bodunrin Regina Okafor Irene Erondu Uche Ezekwesili 48 s 0 | Ghana Alice Annum Rose Hart Phyllis Laryea Habibah Atta 49 s 1 | Cameroun Rhita Mahouvet Marguerite Handy Bernardette Osogo Agnes Lembe 49 s 2 |

## Tableau des médailles
| Rang  | Nation                | Or | Argent | Bronze | Total |
| ----- | --------------------- | -- | ------ | ------ | ----- |
| 1     | Nigeria               | 9  | 5      | 4      | 18    |
| 2     | Kenya                 | 6  | 7      | 2      | 15    |
| 3     | Côte d'Ivoire         | 4  | 1      | 2      | 7     |
| 4     | Sénégal               | 2  | 3      | 3      | 8     |
| 4     | Ghana                 | 2  | 3      | 3      | 8     |
| 6     | Mali                  | 1  | 0      | 0      | 1     |
| 7     | République arabe unie | 0  | 3      | 0      | 3     |
| 8     | République du Congo   | 0  | 1      | 1      | 2     |
| 9     | Tanzanie              | 0  | 1      | 0      | 1     |
| 10    | Ouganda               | 0  | 0      | 4      | 4     |
| 11    | Tchad                 | 0  | 0      | 3      | 3     |
| 12    | Cameroun              | 0  | 0      | 1      | 1     |
| 12    | Éthiopie              | 0  | 0      | 1      | 1     |
| 12    | Madagascar            | 0  | 0      | 1      | 1     |
| Total | Total                 | 24 | 24     | 25     | 73    |